# شهرستان سونگپان
شهرستان سونگپان (به لاتین: Songpan County) یک شهرستان‌های جمهوری خلق چین در چین است که در ولایت خودمختار نگاوا تبتی و کیانگ واقع شده‌است.
 شهرستان سونگپان ۸٬۶۰۸ کیلومتر مربع مساحت و ۶۷٬۹۷۲ نفر جمعیت دارد و ۲٬۸۶۷ متر بالاتر از سطح دریا واقع شده‌است.